# Cognición computacional
La computación del conocimiento (a veces denominada ciencia cognitiva computacional o psicología computacional) es el estudio de la base computacional del aprendizaje y la inferencia mediante modelos matemáticos, simulación por ordenador y experimentos de comportamiento . En psicología, es un enfoque que desarrolla modelos computacionales basados en resultados experimentales. Busca entender la base detrás del método humano del procesamiento de la información . Al principio, los científicos cognitivos computacionales buscaron recuperar y crear una nueva forma de la psicología de Brentano .

## Inteligencia artificial
Hay dos propósitos principales para la producción de inteligencia artificial: producir comportamientos inteligentes independientemente de la calidad de los resultados y modelar los comportamientos inteligentes que se encuentran en la naturaleza.  Al comienzo de su existencia, no había necesidad de que la inteligencia artificial imitara el mismo comportamiento que el del conocimiento humano. Hasta la década de 1960, el economista Herbert Simon y Allen Newell intentaron formalizar las habilidades humanas de resolución de problemas utilizando los resultados de estudios psicológicos para desarrollar programas que implementan las mismas técnicas de resolución de problemas que las personas. Sus trabajos sentaron las bases para la IA simbólica y el conocimiento computacional, e incluso algunos avances para la ciencia cognitiva y la psicología cognitiva . 
El campo de la IA simbólica se basa en la hipótesis de los sistemas de símbolos físicos de Simon y Newell, que establece que la expresión de aspectos de la inteligencia cognitiva se puede lograr mediante la manipulación de símbolos.  Sin embargo, John McCarthy se centró más en el propósito inicial de la inteligencia artificial, que es romper la esencia del razonamiento lógico y abstracto, independientemente de si los humanos emplean o no el mismo mecanismo. 
Durante las siguientes décadas, el progreso que se  realizó en inteligencia artificial comenzó a centrarse más en el desarrollo de programas basados en la lógica y en el conocimiento, alejándose del propósito original de la IA simbólica. Los investigadores comenzaron a creer que la inteligencia artificial simbólica nunca podría imitar algunos procesos complejos del conocimiento humano como la percepción o el aprendizaje . La imposibilidad percibida entonces (desde que se refutó) de implementar las emociones en la IA se consideró un obstáculo en el camino para lograr un conocimiento similar al humano con las computadoras.  Los investigadores comenzaron a adoptar un enfoque "subsimbólico" para crear inteligencia sin representar específicamente ese conocimiento. Este movimiento condujo a la disciplina emergente del modelado computacional, el conexionismo y la inteligencia computacional.  

## Modelado computacional
Dado que contribuye más a la comprensión del conocimiento human que la inteligencia artificial, el modelado cognitivo computacional surgió de la necesidad de definir diversas funcionalidades cognitivas (como la motivación, la emoción o la percepción) representándolas en modelos computacionales de mecanismos y procesos.  Los modelos computacionales estudian sistemas complejos mediante el uso de algoritmos de muchas variables y extensos recursos computacionales para producir simulación a ordenador. La simulación se logra ajustando variables, cambiando una sola o incluso combinándolas, para observar el efecto en los resultados. Los resultados ayudan a los científicos a hacer predicciones sobre lo que sucedería en el sistema real si ocurrieran esos cambios similares. 
Cuando los modelos computacionales intentan imitar el conocimiento humano, se deben conocer todos los detalles de las funciones para que se transfieran y muestren correctamente a través de los modelos, lo que permite a los investigadores comprender y probar a fondo una teoría existente porque ninguna variable es inútil y todas las variables son modificables. . Considerando un modelo de memoria construido por Atkinson y Shiffrin en 1968, mostró cómo el ensayo conduce a la memoria a largo plazo, donde se almacenaría la información que se está probando. A pesar del avance que logró al revelar el cometido de la memoria, este modelo no brinda respuestas a preguntas cruciales como: ¿cuánta información se puede estudiar a la vez? ¿Cuánto tiempo tarda la información en transferirse del experimento a la memoria a largo plazo? De manera similar, otros modelos computacionales plantean más preguntas sobre el conocimiento de las que responden, lo que hace que sus contribuciones sean mucho menos significativas para la comprensión del conocimiento humano que otros enfoques cognitivos.  Una problema adicional del modelado computacional es su falta de objetividad. 
John Anderson en su modelo Control Adaptativo del pensamiento- Racional (Adaptive Control of Thought-Rational, ACT-R) utiliza las funciones de los modelos computacionales y los hallazgos de la ciencia del conocimiento. El modelo ACT-R se basa en la teoría de que el cerebro se compone de varios módulos que realizan funciones especializadas separadas entre sí.  El modelo ACT-R se clasifica como un enfoque simbólico de la ciencia cognitiva. 

## Redes conexionistas
Otro enfoque que se ocupa más del contenido semántico de la ciencia del conocimiento humano es el conexionismo o modelado de redes neuronales. El conexionismo se basa en la idea de que el cerebro está compuesto por  unidades o nodos simples y la respuesta conductual proviene principalmente de las capas de conexiones entre los nodos y no del estímulo ambiental en sí. 
La red neuronal se diferencia del modelado computacional específicamente por dos funciones: la retropropagación neuronal y el procesamiento en paralelo . La retropropagación neuronal es un método utilizado por las redes neuronales para mostrar evidencia de aprendizaje. Después de que una red neuronal produce una respuesta, los resultados simulados se comparan con los resultados de situaciones de la vida real. La retroalimentación proporcionada por la propagación hacia atrás de los errores se usaría para mejorar la precisión de las respuestas posteriores de la red.  La segunda función, el procesamiento paralelo, surgió de la creencia de que el conocimiento y la percepción no se limitan a módulos específicos, sino que se distribuyen a lo largo de las redes cognitivas. El presente del procesamiento distribuido paralelo se ha mostrado en explicaciones psicológicas como el efecto Stroop, donde el cerebro parece estar analizando la percepción del color y el significado del lenguaje al mismo tiempo.  Sin embargo, este enfoque teórico ha sido refutado continuamente porque las dos funciones cognitivas para la percepción del color y la formación de palabras operan por separado y simultáneamente, no en paralelo entre sí. 
El campo del conocimiento puede haberse beneficiado del uso de redes neuronales, pero configurar estos modelos puede ser una tarea bastante tediosa y los resultados pueden ser más complejos de interpretar que el sistema que intentan modelar. Por lo tanto, los resultados pueden usarse como evidencia para una amplia teoría del conocimiento sin explicar el proceso particular que ocurre dentro de la función cognitiva. Otras desventajas de las redes neuronales radican en los métodos de investigación que emplea o las hipótesis que prueba, ya que a menudo se ha demostrado que son inexactos o ineficaces, lo que aleja a los modelos de redes neuronales de una representación precisa de cómo funciona el cerebro. Estos problemas hacen que los modelos de redes neuronales sean ineficaces para estudiar formas superiores de procesamiento de información y dificultan que el conexionismo avance en la comprensión general del conocimiento humano. 

## Otras lecturas
- Busemeyer, Jerome R.; Zheng, Wang; Townsend, James T.; Eidels, Ami (2015). The Oxford handbook of computational and mathematical psychology. Oxford library of psychology 1. Oxford; New York: Oxford University Press. ISBN 9780199957996. OCLC 894139948.
- Chipman, Susan F., ed. (2017). «Part I. The new computational psychology: cognitive architectures and the computational modeling of cognition». The Oxford handbook of cognitive science. Oxford library of psychology 1. Oxford; New York: Oxford University Press. ISBN 9780199842193. OCLC 953823360. doi:10.1093/oxfordhb/9780199842193.001.0001.
- Sun, Ron, (2008). The Cambridge handbook of computational psychology. Cambridge, UK; New York: Cambridge University Press. ISBN 9780521857413. OCLC 153772906. doi:10.1017/CBO9780511816772.